# Sabine Bauer
Pour les articles homonymes, voir Bauer.
Sabine Bauer est une claveciniste, pianofortiste et flûtiste allemande spécialisée dans le répertoire de la musique baroque et de la musique de la période classique, adepte de l'interprétation historiquement informée, soit l'interprétation sur instruments anciens (ou copies d'instruments anciens).

## Formation
Sabine Bauer étudie la flûte aux conservatoires de Cologne, Berlin et Francfort avec Michael Schneider, et le clavecin avec Bradford Tracey et Harald Hoeren,,,. 
Elle poursuit ensuite ses études avec Andreas Staier, Ton Koopman et Gustav Leonhardt,,,.

## Carrière
En 1979, Sabine Bauer fait partie des membres fondateurs de l'ensemble Camerata Köln, aux côtés de Michael Schneider (flûte traversière), Ingeborg Scheerer (violon), Sabine Lier (violon) et Rainer Zipperling (violoncelle et viole de gambe).
Elle intègre ensuite l'ensemble La Stagione Frankfurt fondé par Michael Schneider,,.
Parallèlement à son activité de claveciniste au sein de ces deux ensembles, elle accompagne régulièrement des chanteurs et instrumentistes dans des œuvres de musique de chambre, et a également joué et enregistré avec l'ensemble Musica Antiqua Köln.
Depuis 1986, Sabine Bauer est chargée de cours à l'école supérieure de musique et d'art dramatique de Francfort et enseigne le clavecin, la basse continue et la musique de chambre à l'Académie de musique de Darmstadt,,,.

## Répertoire
Avec Michael Schneider et son ensemble La Stagione Frankfurt dont le slogan est « Unerhörtes hörbar machen » (« Rendre audible l'inouï ») ,, Sabine Bauer s'attache à faire entendre des compositeurs peu connus représentatifs de l'école préclassique de Vienne (Georg Mathias Monn), de l'école de Berlin (Jiří Antonín Benda) et du style galant (Karl Friedrich Abel) dont elle a enregistré des concertos pour clavecin.
Elle s'est également attaquée au répertoire du lied classique et romantique en accompaniant le baryton-basse Gotthold Schwarz au clavecin et au piano-forte.

## Discographie sélective
- 1994 : Variations Goldberg de Jean-Sébastien Bach (Ars Musici)
- 1995 : Deutsche und niederländische Blockflötenmusik des 18. Jahrhundert avec Michael Schneider et Annette Schneider
- 1996 : Concerti de Georg Mathias Monn, avec La Stagione Frankfurt, avec Michael Schneider, le violoncelliste Rainer Zipperling et la violoniste Mary Utiger
- 1997 : Englische und Italienische Blockflötenmusik des 17.&18. Jahrhunderts, avec Michael Schneider, Rainer Zipperling et Yasunori Imamura
- 2000 : Geistliche und Weltliche Lieder - Sacred and Secular Songs de Carl Philipp Emanuel Bach et Johann Christoph Friedrich Bach, avec Gotthold Schwarz (baryton-basse)
- 2003 : Concerto pour clavecin op.11 no 1-6 de Karl Friedrich Abel, avec La Stagione Frankfurt, dir. Michael Schneider
- 2004 : Concertos pour clavecin de Georg Anton Benda, avec La Stagione Frankfurt, dir. Michael Schneider
- Bach à Cembalo e Viola da Gamba, avec Rainer Zipperling à la viole de gambe